# Orwell Lake
Orwell Lake är en sjö i Antarktis. Den ligger i Sydorkneyöarna. Argentina och Storbritannien gör anspråk på området. Orwell Lake ligger 1 meter över havet. Den ligger på ön Signy.
I övrigt finns följande vid Orwell Lake:
- Moraine Valley (en dal)